# Albert Meslay
Albert Meslay, né le 9 mai 1956 à Plédéliac dans les Côtes-du-Nord (actuellement Côtes-d'Armor), est un humoriste français. 

## Biographie
Après avoir été analyste programmeur, il est arrivé à Paris en 1996, où il a notamment joué au théâtre du Point-Virgule.
Il a été chroniqueur dans l'émission de radio de Stéphane Bern Le fou du roi, sur France Inter.
Son humour, très fin, combine à la fois de nombreux calembours, des imitations (comme celles de Émile Zola, Gandhi, Jean Moulin, Pline l'Ancien jeune ou même le banquier de Christophe Colomb), et surtout un grand sens de l'absurde. Il est souvent considéré comme un pataphysicien.
Il est membre de l'Académie Alphonse-Allais.
Il est reconnaissable à son opulente moustache. 
Il participe pour la première fois aux Grosses Têtes le 15 février 2017.

## Spectacles
- L'Albertmondialiste
- Albert Meslay au Point-Virgule
- Je pense, mais je ne me comprends pas
- Je délocalise
- La joyeuse histoire du monde

## Œuvres
- La Cosmochérette, Éditions Les Amis du parler gallo (devenues ěBertègn Galèzz), 2000

réédition de La Cosmochérette : nouvelle de science-fiction en gallo, supplément au numéro 22 de la revue Le Lian, 55 p., 1980